# Малозахарино
Малозахарино (укр. Малозахарине) — село,
Малозахаринский сельский совет,
Солонянский район,
Днепропетровская область,
Украина.
Код КОАТУУ — 1225083701. Население по переписи 2001 года составляло 301 человек .
Является административным центром Малозахаринского сельского совета, в который, кроме того, входит село
Солнечное.

## Географическое положение
Село Малозахарино находится в 3-х км от правого берега реки Тритузная,
на расстоянии в 0,5 км расположено село Солнечное.
По селу протекает пересыхающий ручей с запрудами.

## История
- Село возникло в начале XIX века под названием Сторожевка, т.к. оно принадлежало помещику Стороженко.
- В 40-х годах XIX века Стороженко проиграл село в карты помещику Захарко, который и назвал село Малозахарино (из-за маленького размера).

## Объекты социальной сферы
- Школа.
- Клуб.
- Фельдшерско-акушерский пункт.

## Экономика
- ООО АВС «Дион».

## Достопримечательности
- Братская могила советских воинов.